# 达恩杜卡
达恩杜卡（Dhandhuka），是印度古吉拉特邦Ahmadabad县的一个城镇。总人口29555（2001年）。

## 人口
该地2001年总人口29555人，其中男性15474人，女性14081人；0—6岁人口3755人，其中男2086人，女1669人；识字率66.38%，其中男性为75.33%，女性为56.55%。